# Гол живых мертвецов
Гол живых мертвецов — двухсерийный французский фильм ужасов 2014 года, снятый Тьерри Пуаро и Бенджамином Роше по сценарию Николаса Пефелли, Исмаэля Си Саване, Тристана Шулманна и Летисии Трапе. Премьера состоялась 27 февраля 2014 года во Франции. В главной роли футболиста Сэма Лорита сыграл Элбан Ленуар.

## Сюжет
Слоган фильма — «soccer is a team sport, not the survival».
Футболисты одной из лучших французских команд «Олимпик де Пари» в конце игрового сезона приезжают в Каплонг, провинциальный городок на северо-востоке страны, чтобы поучаствовать в товарищеском матче с местными футболистами. В составе парижан выступает местный уроженец Сэм Лорит, а звездой местного клуба является его друг-соперник Жанно Бельво. Четверо местных фанатов готовятся «ласково» встретить «предателя» Лорита, а две молоденькие болельщицы планируют проникнуть в раздевалку гостей — каждая со своими целями. В их составе — восходящая звезда Идрисс Диаго который ещё не знает, что его агент Марко Замброни договорился о переходе в английский клуб за 35 млн долларов. Однако одновременно с началом матча вспыхивает ужасная эпидемия, распространяющаяся по городу со скоростью лесного пожара. Такие проявления инфекции, могли присниться только в страшном сне, ведь все пострадавшие в несколько минут мутировали в ужасных и свирепых зомби, которые не знают ни жалости, ни сострадания. Нескольким уцелевшим придется не сладко, но они найдут выход из этой чудовищной истории.

## Главные герои
- Сэм Лорит (Элбан Ленуар) — игрок «Олимпик де Пари». Родился в Каплонге, играл за местный клуб. 17 лет назад «Каплонг» во главе с Лоритом и его лучшим другом про прозвищу «Жанно» обыграл «парижан», а Лорит перешёл в их команду. С тех пор стал самым ненавидимым человеком в городе.
- Солен (Чарли Брунэо) — журналистка канала Canal+, вместе со своим партенром-оператором отправленная освещать этот матч.
- Клео (Тифен Давьо) — внебрачная дочь Сэма Лорита. Впервые встретились, когда отец будучи удаленным с поля спустился в раздевалку.
- Идрисс Диаго (Ахмед Силла) — молодой сенегальский футболист, звезда команды. В ходе фильма убил зомбированную фанатку огнетушителем, забил гол головой своего бывшего агента (Бруно Саломон), а также проткнул «Жанно» угловым флажком, спасая Сэма от смерти.
- Жанно Бельво (Себастьян Ванденберг) — игрок «Каплонга», местная звезда. Его отец, доктор, случайно вколол в него вместо допинга опасную инфекцию, превращающую людей в зомби. Был убит Идриссом Диаго.
- «Медвежонок» (Винсент Добост) — житель Каплонга, идейный вдохновитель местной «фирмы» — группировки ультрас, состоящей из 4 человек. Сумел с помощью рации, вызвать своего друга-ультраса, по прозвищу «Папай», с просьбой позвать на помощь армию. Сам же «Папай» приезжает на помощь и увозит уцелевших.